# Лазарєво (Городецький район)
Лазарєво (рос. Лазарево) — присілок в Городецькому районі Нижньогородської області Російської Федерації.
Населення становить 56 осіб. Входить до складу муніципального утворення Бриляковська сільрада.

## Історія
Від 2009 року входить до складу муніципального утворення Бриляковська сільрада.

## Населення
| 2002 | 2010 |
| ---- | ---- |
| 73   | ↘56  |